# جغرافیای هلند
هلند در شمال غربی اروپا قرار دارد. پایتخت هلند شهر آمستردام است، اما به منظور تمرکززدایی بسیاری از وزارتخانه‌ها و سفارتخانه‌ها در شهر لاهه یا پیرامون آن مستقر شده‌اند. هلند از شرق با آلمان همسایه‌است و از جنوب با بلژیک و از غرب نیز از طریق دریا با بریتانیا هم‌جوار است.
بندر روتردام دومین شهر بزرگ هلند است و از نظر مساحت و تعداد اسکله‌هایی که دارد، بزرگ‌ترین بندر اروپا نیز به‌شمار می‌رود.
۲۵ درصد از زمین‌های کشور هلند پایین‌تر از سطح دریای آزاد قرار دارد و ۲۱ درصد از جمعیت آن در این مناطق زندگی می‌کنند.
از آنجایی که بخش اعظمی از سرزمین هلند از طریق خشک کردن مصنوعی از دریا گرفته شده و از سطح دریا پایین‌تر است و توسط خاکریزهای آب‌بند (دایک‌ها) محافظت شده‌است، جغرافیای هلند یک جغرافیای غیرمعمول است. این کشور کوچک با مساحت ۴۱٬۵۴۳ کیلومترمربع از لحاظ مساحت در میان کشورهای جهان در رتبه ۱۳۱ قرار دارد. جمعیت ۱۷٫۳ میلیون نفری آن، این کشور را به پرتراکم‌ترین کشور در اروپا تبدیل کرده‌است (به جز دولت‌شهرهای کوچک مانند موناکو، واتیکان و سن مارینو). هلند در رده سی‌ام به عنوان متراکم‌ترین کشور روی زمین قرار دارد. بیشتر جمعیت هلند شهرنشین‌اند.

## ناهمواری‌ها
این کشور را می‌توان به دو منطقه تقسیم کرد: زمین‌های کم‌ارتفاع و مسطح در غرب و شمال و زمین‌های کمی مرتفع‌تر با تپه‌های کوچک در شرق و جنوب. زمین‌های غرب و شمال، شامل پلدرها (مناطق خشک‌شده از دریا) و دلتای رودخانه‌ها، نیمی از مساحت هلند را تشکیل می‌دهد و سطح آن از دریا تنها ۱ متر بالاتر است و حتی بخش بزرگی از آن در واقع زیر سطح دریا قرار دارد.
مجموعه گسترده‌ای از دیواره‌های دریایی و تپه‌های دست‌ساز ساحلی هلند را در برابر دریا محافظت می‌کند. شمار زیادی آب‌بند و خاکریز هم در امتداد رودخانه‌ها از شهرها و روستاها در برابر سیلاب رودخانه‌ها محافظت می‌کنند. 
اکثر سطح کشور پست و مسطح است. فقط در منتهی‌الیه جنوب کشور، در کوهپایه‌های کوهستان آردن، ارتفاع زمین مقداری افزایش می‌یابد. فالسربرخ، بلندترین نقطه در قسمت اروپایی پادشاهی هلند، با ۳۲۲٫۷ متر ارتفاع از سطح دریا، در این منطقه واقع شده‌است. بلندترین نقطه در کل پادشاهی هلند کوه سینری است با ۸۸۷ متر ارتفاع. این کوه در خارج از قسمت اروپایی هلند و در جزیره سابا در کارائیب واقع شده‌است،
هلند در ریزشگاه سه رودخانه بزرگ اروپایی راین، موز (به هلندی: ماس) و اسخلت) به دریا قرار دارد. در نوامبر سال ۲۰۱۶، هلند و بلژیک موافقت کردند تا برخی قطعه‌زمین‌های کوچک و غیر مسکونی را تعویض کنند تا مرز با تغییر مسیر رودخانه ماس هماهنگ شود. این تعویض زمین از ۲۰۱۸ آغاز شد.

## تقسیمات کشوری
- استان‌های هلند

| استان         | مرکز      |
| درنته         | آسن       |
| فلیوولاند     | لیلی‌استاد |
| فریس‌لاند      | لیوواردن  |
| خلدرلاند      | آرنهم     |
| خرونینگن      | خرونینگن  |
| لیمبورخ       | ماستریخت  |
| برابانت شمالی | سِرتوخِن‌بوس |
| هلند شمالی    | هارلم     |
| افریسل        | زووله     |
| هلند جنوبی    | لاهه      |
| اوترخت        | اوترخت    |
| زیلاند        | میدل‌بورخ  |

و معروف به گل لاله (لقبشان) است

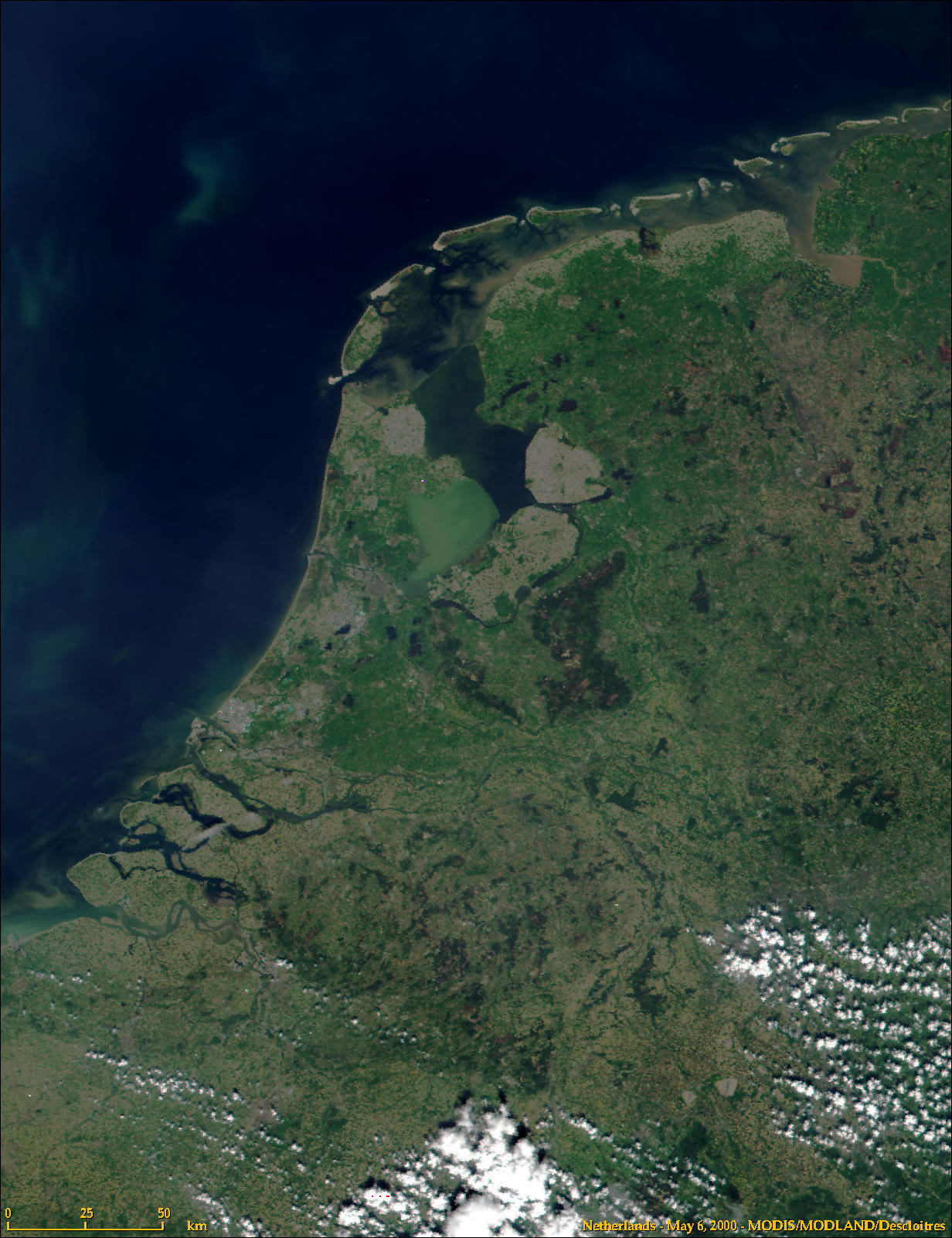
تصویر ماهواره‌ای از کشور هلند، سال ۲۰۰۰

اما کنترل شده برای این سرزمین کوچک محسوب می‌شوند. مهار آب دریا و رودخانه‌ها همواره یکی از چالش‌های هلند بوده‌است و آنها در این کار و نیز در ایجاد خشکی در دریا بسیار پرتجربه هستند. شهرهای جدیدی چون آلمیره و لیلی‌استاد که در جنوب دریاچهٔ ایسل‌میر واقع اند، در چنین زمین‌هایی بنا شده‌اند.
| شهرهای اصلی هلند آمار هلند | شهرهای اصلی هلند آمار هلند | شهرهای اصلی هلند آمار هلند | شهرهای اصلی هلند آمار هلند | شهرهای اصلی هلند آمار هلند | شهرهای اصلی هلند آمار هلند | شهرهای اصلی هلند آمار هلند | شهرهای اصلی هلند آمار هلند | شهرهای اصلی هلند آمار هلند | شهرهای اصلی هلند آمار هلند |
|                            | رتبه                       | نام شهر                    | استان                      | جمعیت                      | رتبه                       | نام شهر                    | استان                      | جمعیت                      |                            |
| -------------------------- | -------------------------- | -------------------------- | -------------------------- | -------------------------- | -------------------------- | -------------------------- | -------------------------- | -------------------------- | -------------------------- |
| آمستردام روتردام           | ۱                          | آمستردام                   | هلند شمالی                 | ۸۷۲,۶۸۰                    | ۱۱                         | آپلدورن                    | خلدرلاند                   | ۱۶۳,۷۰۶                    | لاهه اوترخت                |
| آمستردام روتردام           | ۲                          | روتردام                    | هلند جنوبی                 | ۶۵۰,۷۱۱                    | ۱۲                         | هارلم                      | هلند شمالی                 | ۱۶۲,۸۶۴                    | لاهه اوترخت                |
| آمستردام روتردام           | ۳                          | لاهه                       | هلند جنوبی                 | ۵۴۴,۷۶۶                    | ۱۳                         | آرنهم                      | خلدرلاند                   | ۱۶۱,۲۶۰                    | لاهه اوترخت                |
| آمستردام روتردام           | ۴                          | اوترخت                     | اوترخت                     | ۳۵۷,۱۷۹                    | ۱۴                         | انسخده                     | افریسل                     | ۱۵۹,۹۳۴                    | لاهه اوترخت                |
| آمستردام روتردام           | ۵                          | آیندهوون                   | برابانت شمالی              | ۲۳۴,۲۳۵                    | ۱۵                         | آمرسفورت                   | اوترخت                     | ۱۵۷,۲۸۶                    | لاهه اوترخت                |
| آمستردام روتردام           | ۶                          | خرونینگن                   | خرونینگن                   | ۲۳۲,۸۲۶                    | ۱۶                         | زان‌استاد                   | هلند شمالی                 | ۱۵۶,۷۰۳                    | لاهه اوترخت                |
| آمستردام روتردام           | ۷                          | تیلبورخ                    | برابانت شمالی              | ۲۱۹,۶۳۲                    | ۱۷                         | هارلمرمیر                  | هلند شمالی                 | ۱۵۵,۷۷۰                    | لاهه اوترخت                |
| آمستردام روتردام           | ۸                          | آلمیره                     | فلیوولاند                  | ۲۱۱,۵۱۴                    | ۱۸                         | سرتوخن‌بوس                  | برابانت شمالی              | ۱۵۴,۹۸۹                    | لاهه اوترخت                |
| آمستردام روتردام           | ۹                          | بردا                       | برابانت شمالی              | ۱۸۴,۴۰۳                    | ۱۹                         | زووله                      | افریسل                     | ۱۲۸,۶۱۷                    | لاهه اوترخت                |
| آمستردام روتردام           | ۱۰                         | نیمیخن                     | خلدرلاند                   | ۱۷۷,۸۱۸                    | ۲۰                         | لیدن                       | هلند جنوبی                 | ۱۲۵,۴۳۴                    | لاهه اوترخت                |

## جستارهای وابسته

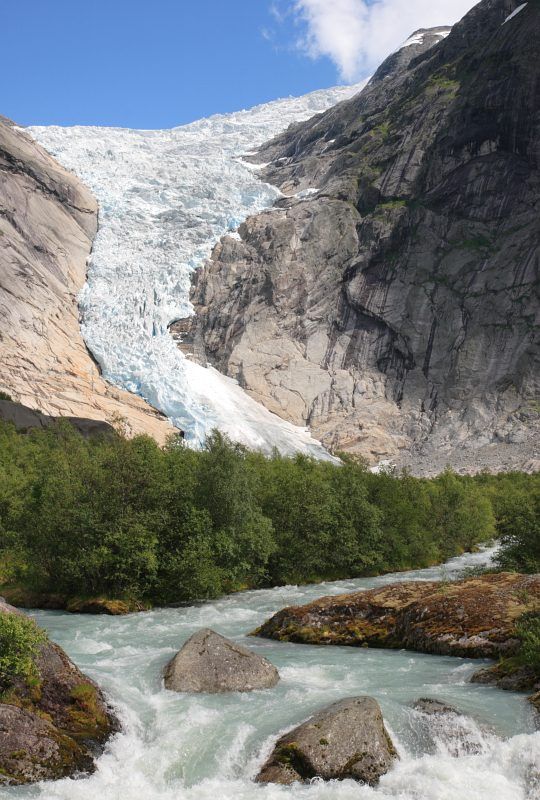
Briksdalsbreen, one of the arms of Jostedalsbreen, the largest glacier on the European mainland. The largest glaciers in Norway are on Svalbard.

### نقشه‌ها
- Routenet.nl Most used website for maps and directions in the Netherlands, also gives address range for a full postal code, and shows the four-digit parts of the postal codes on the maps. Published by Locatienet BV
- Multimap – shows geographic coordinates and allows a direct link to a map for a given location and with a given zoom level; shows all railways from scale 1:500k, all railway stations from 1:50k
- http://www.routemaster.nl/ ; similar or the same:
- http://route.anwb.nl/zoek_plattegrond.html
- maps of public transport planner http://www.9292ov.nl
- Michelin
- Yellow pages / Telephone directory – A map (plattegrond) is provided after searching for a company or person
- Topographical Service map selection tool (can to some extent be used as a map by itself)
- https://web.archive.org/web/20031202194742/http://www.landkaartenindex.nl/nederland/nederland.htm
- Detailed town maps of Rijnland/Citoplan (note that on the overview maps, for enlargement one can often either select a box or a town and then a box)